# 小木港 (石川県)
小木港（おぎこう）は、石川県鳳珠郡能登町にある地方港湾である。港湾管理者は石川県。
日本海側屈指の漁業基地となっている。能登小木港（のとおぎこう）と呼ばれることもある。

## 地理

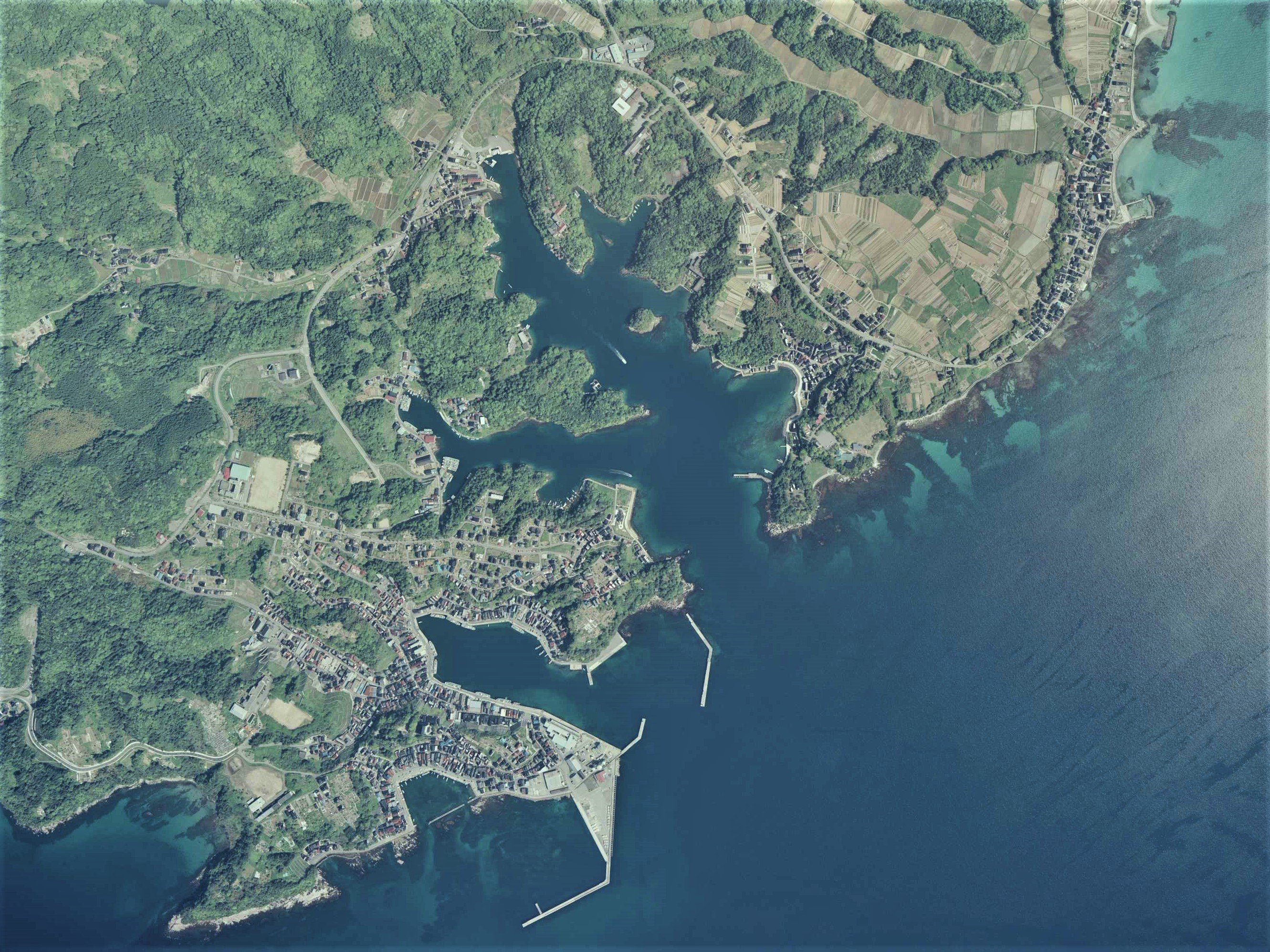
九十九湾周辺の空中写真。画像中央の上方（北方）へ切れ込む入江が九十九湾。左下（南西）の港は小木港。。

日和山大地と御船崎に囲まれた、入り江の多いリアス式海岸に位置する。九十九湾、小木、本小木の3つの入り江で構成されている。古代から沿岸航路の泊地として知られた天然の良港だが後背地は狭く、市街地は凝灰岩の崖下を埋め立てて造成された。

## 歴史
1872年（明治5年）、北陸地方で初めてブリ大敷網漁法を導入し、北海道への出稼ぎ漁業が増加した。太平洋戦争後、湾口の堆の爆破や埋立てなどで小木新港を拡張。1952年（昭和27年）、日本海中部海域のサケ・マス漁が始まり、大和堆などイカ釣りの漁業基地となった。1976年度（昭和51年度）から、小木港湾整備事業計画が総事業費60億円にて実施され、新町港口の御船崎堆を埋め立てて、水産会館、大型冷蔵庫、油槽所が建設され、泊地、防波堤、岸壁なども整備された。
1992年（平成4年）時点での登録漁船は160隻、漁獲量19,030t。1995年（平成7年）の入港隻数は13,990隻、取扱高は78,000tで、スルメイカが多い。1990年（平成2年）より小木港マリンタウンプロジェクト計画が始まり、港を活かした街づくりを継続的に進めている。
2013年（平成25年）5月3日には港一帯がみなとオアシス小木としてみなとオアシスの登録を受けた。2020年（令和2年）6月20日、小木港のイカ漁の紹介施設も兼ねた観光物産施設「のと九十九湾観光交流センター」（愛称は「イカの駅つくモール」）が開業した。

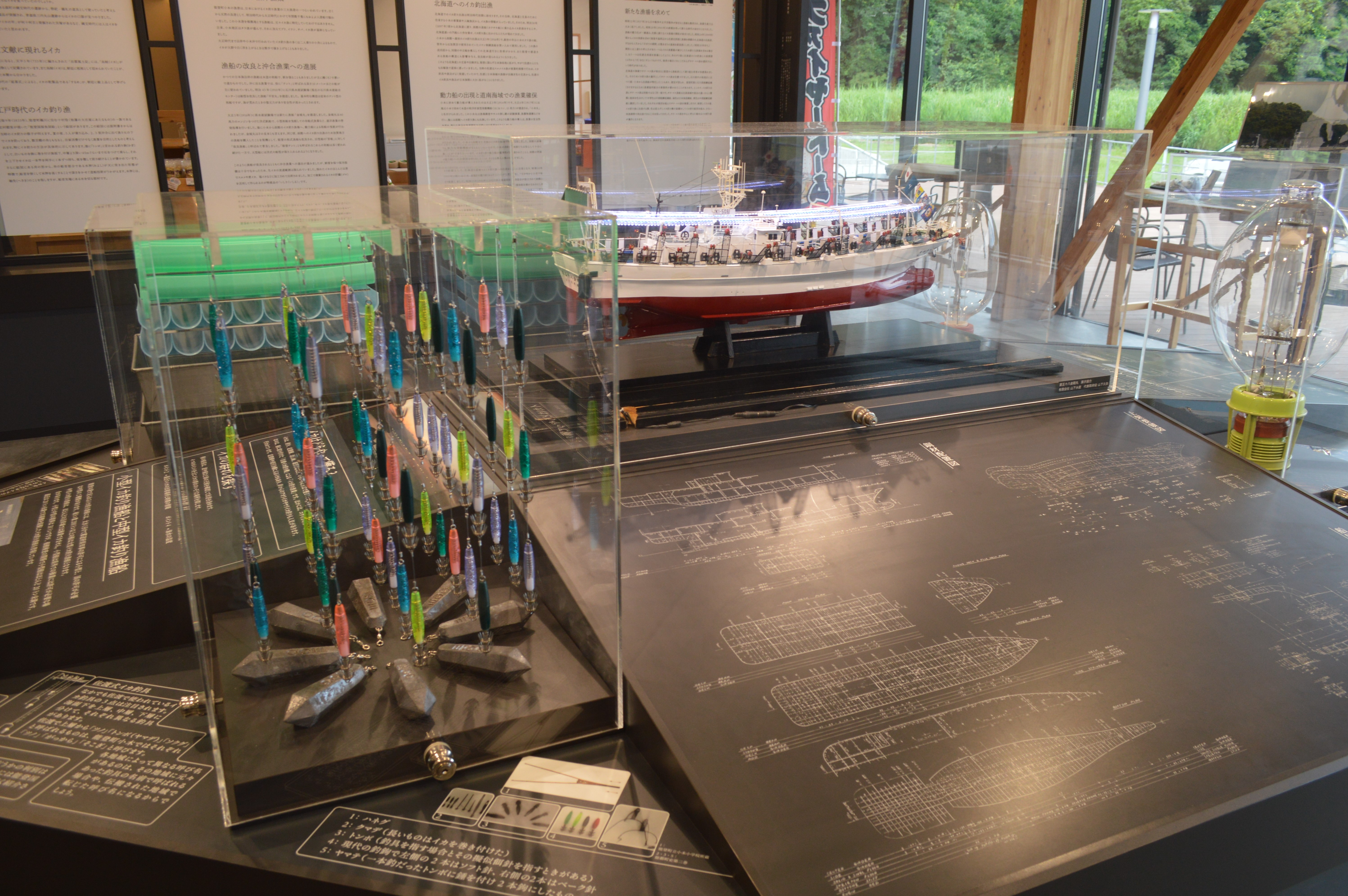
イカの駅つくモールにおける小木港とイカ漁の歴史の展示
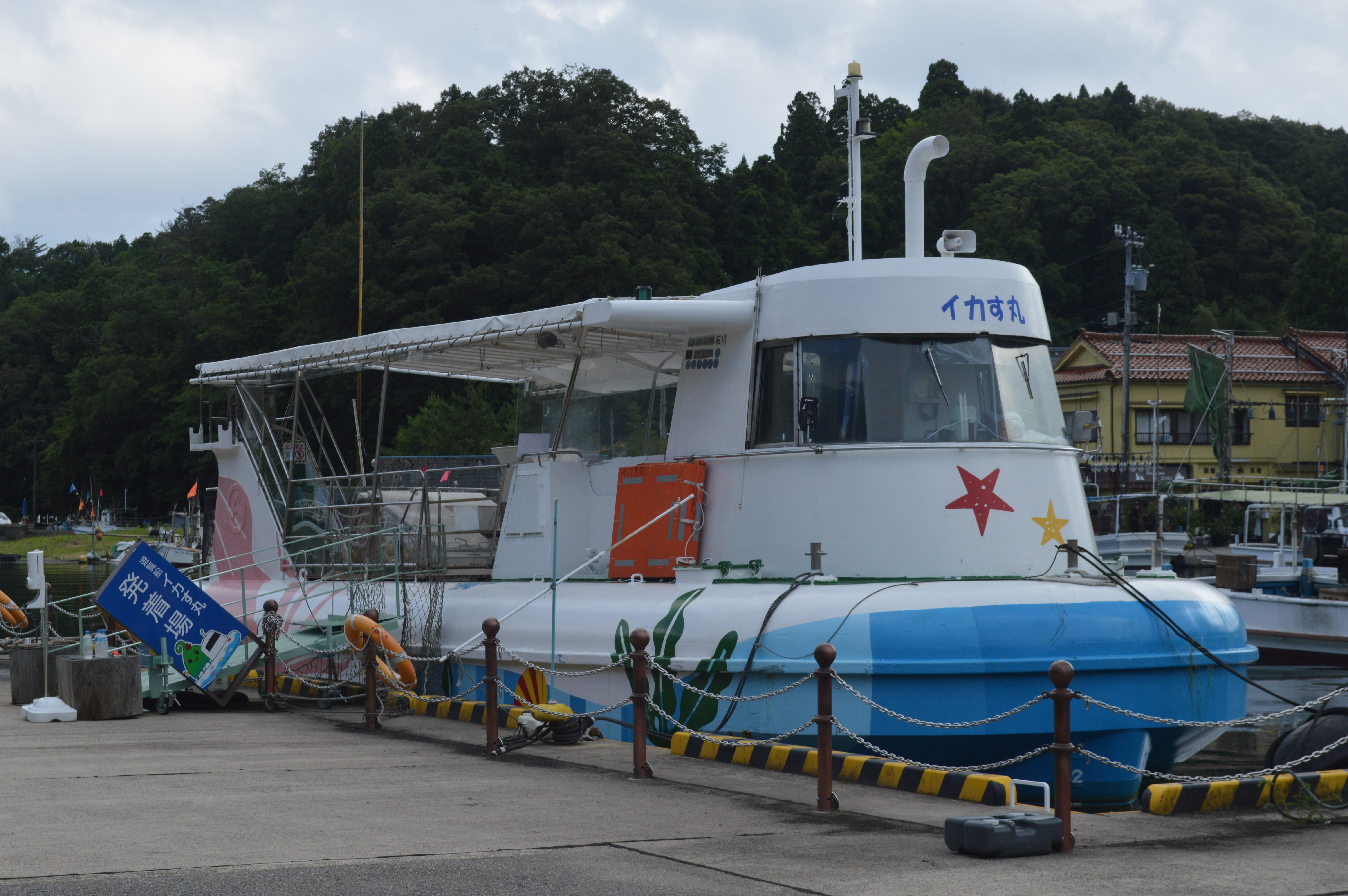
遊覧船「イカす丸」